# Franck David
Franck David (Paris, 21 de março de 1970) é um velejador francês, campeão olimpico e mundial na classe lechner.

## Carreira
Franck David representou seu país nos Jogos Olímpicos de 1992, na qual conquistou a medalha de ouro em 1992 na classe lechner.